# Scrophularia marilandica
Scrophularia marilandica är en flenörtsväxtart som beskrevs av Carl von Linné. Scrophularia marilandica ingår i släktet flenörter, och familjen flenörtsväxter. Inga underarter finns listade i Catalogue of Life.